# Agromyza conjuncta
Agromyza conjuncta este o specie de muște din genul Agromyza, familia Agromyzidae, descrisă de Spencer în anul 1966. Conform Catalogue of Life specia Agromyza conjuncta nu are subspecii cunoscute.